# Sigurður Páll Jónsson

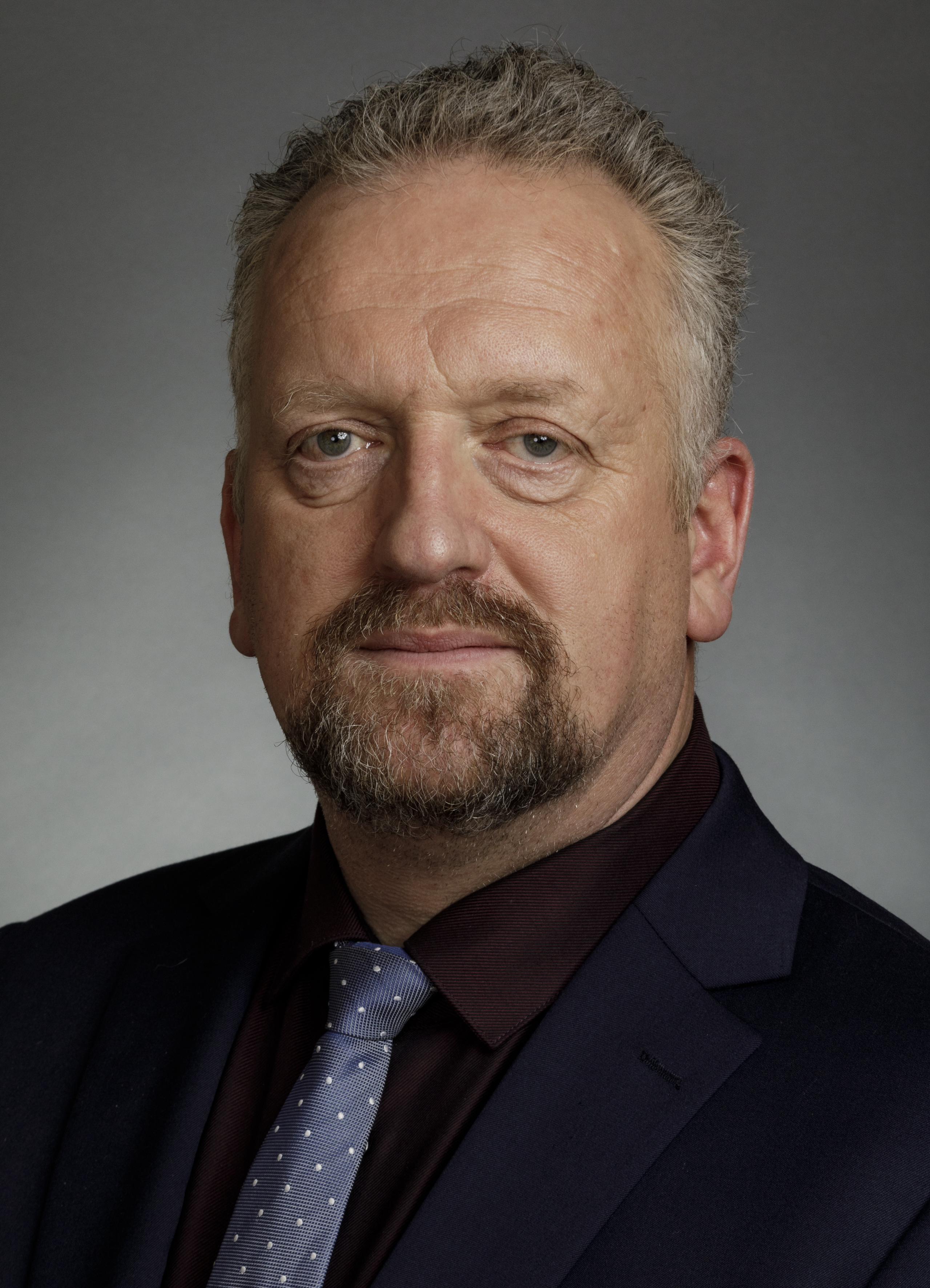
Sigurður Páll Jónsson, 2017

Sigurður Páll Jónsson (* 23. Juni 1958 in Borgarnes) ist ein isländischer Politiker der Zentrumspartei, der früher der Fortschrittspartei angehörte. Von 2017 bis 2021 war er Mitglied des isländischen Parlaments Althing.

## Leben
Sigurður Páll Jónsson ist Seemann, Fischer und betrieb als solcher seit 1989 Fischerei mit einem eigenen Boot. Für das Familienunternehmen arbeiten zwei Männer auf See und drei bis vier an Land. Sigurður Páll wohnt in Stykkishólmur und hat sich dort in verschiedenen Organisationen engagiert. So gründete er 2008 in Stykkishólmur den Männerchor Kári.
Nachdem er schon vorher für die Fortschrittspartei als Abgeordneten-Stellvertreter (varaþingmaður) amtiert hatte, wurde er bei der Parlamentswahl in Island 2017 als Kandidat der Zentrumspartei für den Nordwestlichen Wahlkreis ins isländische Parlament Althing gewählt. Mit Stand vom August 2020 gehörte er dem parlamentarischen Ausschuss für Gewerbeangelegenheiten an. Bei der Parlamentswahl vom 25. September 2021 wurde er nicht wiedergewählt.